# Marcus Aufidius Lurco
Marcus Aufidius Lurco est un sénateur romain du Ier siècle av. J.-C.
Membre de la gens Aufidia ou Alfidia, il naît probablement à Fundi, en Italie.
En 61 av. J.-C., il est tribun de la plèbe et rédige la lex Aufidia, aussi appelée lex Aufidia de ambitu. Selon Cicéron, une clause de cette loi visait à réprimer la corruption électorale et frappait d'une amende de 3 000 sesterces, à payer chaque année, le candidat qui avait promis et versé de l'argent à une tribu lors d'une élection.
En 59 av. J.-C., Aufidius Lurco témoigne en faveur de Lucius Valerius Flaccus cité par Cicéron, pour prouver qu'il ne fait pas partie de la conjuration de Catilina.
Selon Pline l'Ancien et Varron, Lurco est le premier Romain à avoir gavé des pavones (paons) et à en tirer revenu. Nous ne connaissons pas le nom de sa femme, mais nous savons qu'il a au moins une fille : Aufidia ou Alfidia, la future épouse de Marcus Livius Drusus Claudianus et la mère de l'impératrice Livie.